# تومي لوري
تومي لوري (بالإنجليزية: Thomas Lowry)‏ (26 أغسطس 1945 بليفربول في المملكة المتحدة - 22 أغسطس 2015) هو لاعب كرة قدم بريطاني في مركز الدفاع. لعب مع نادي كرو ألكساندرا ونادي ليفربول.

## وصلات خارجية
- تومي لوري على موقع قاعدة بيانات كرة القدم.إي يو (الإنجليزية)